# Museo Micológico de Molinicos

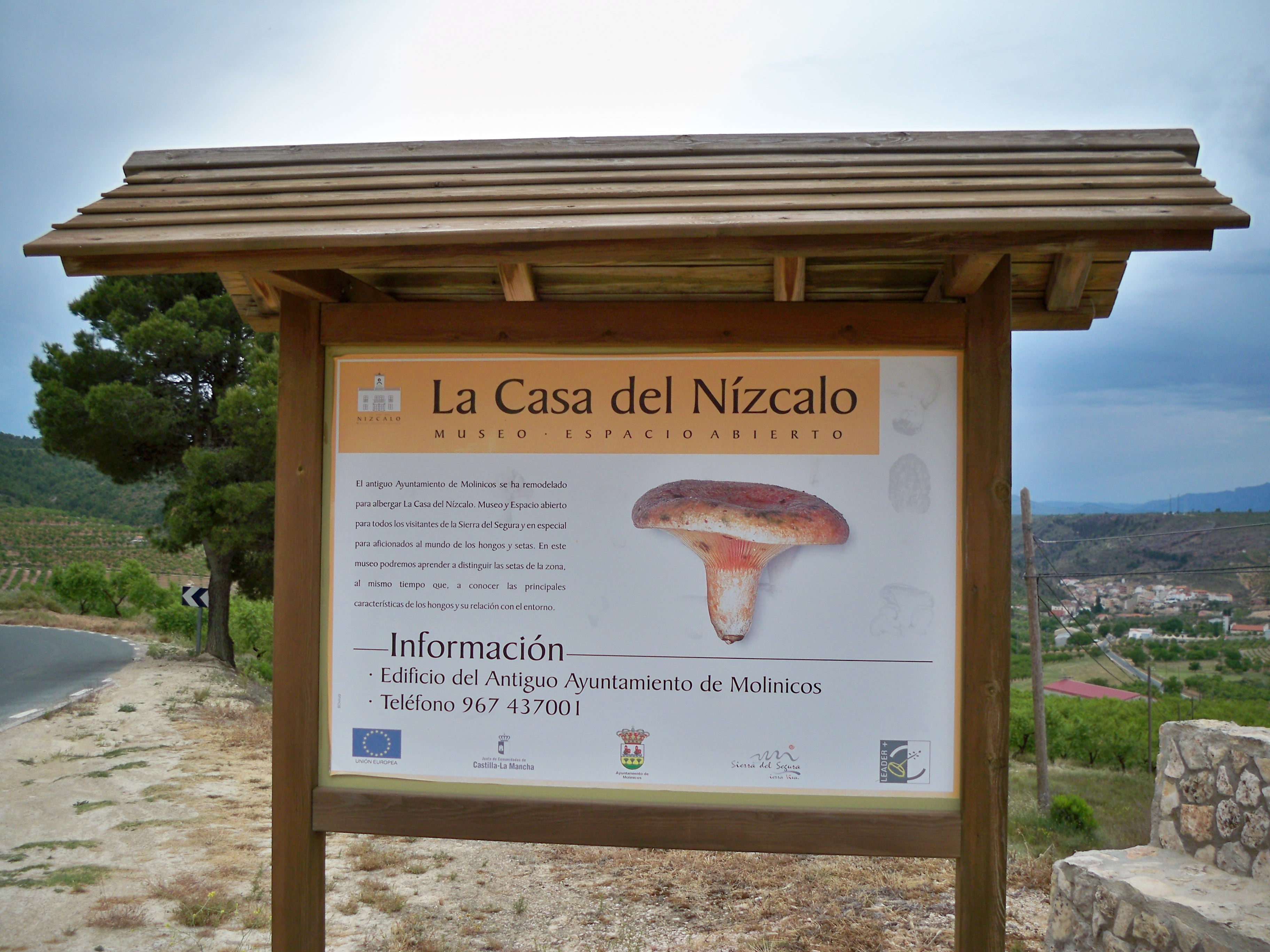
Cartel publicitario del Museo Micológico "Casa del Nízcalo"

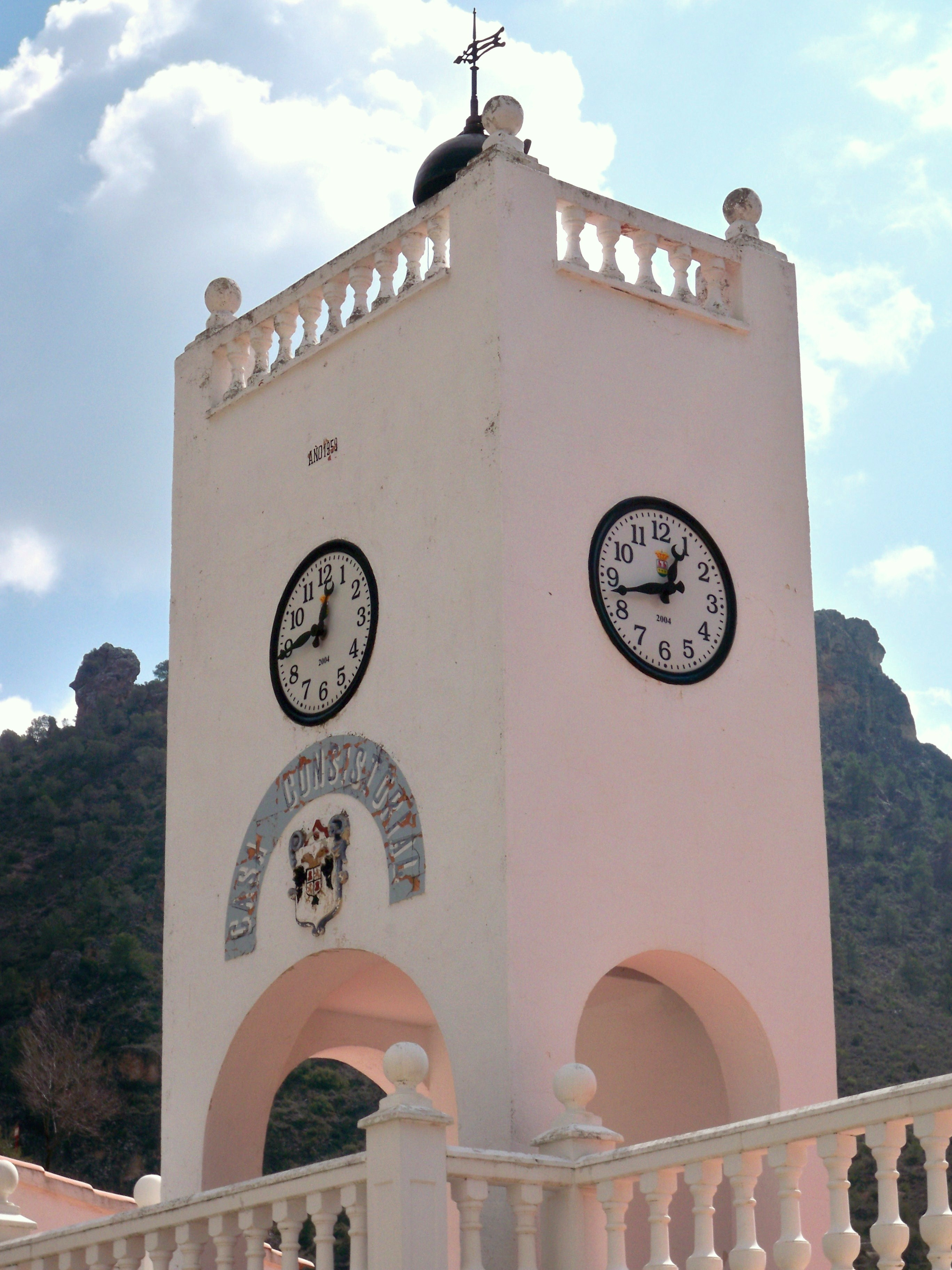
Torre del reloj

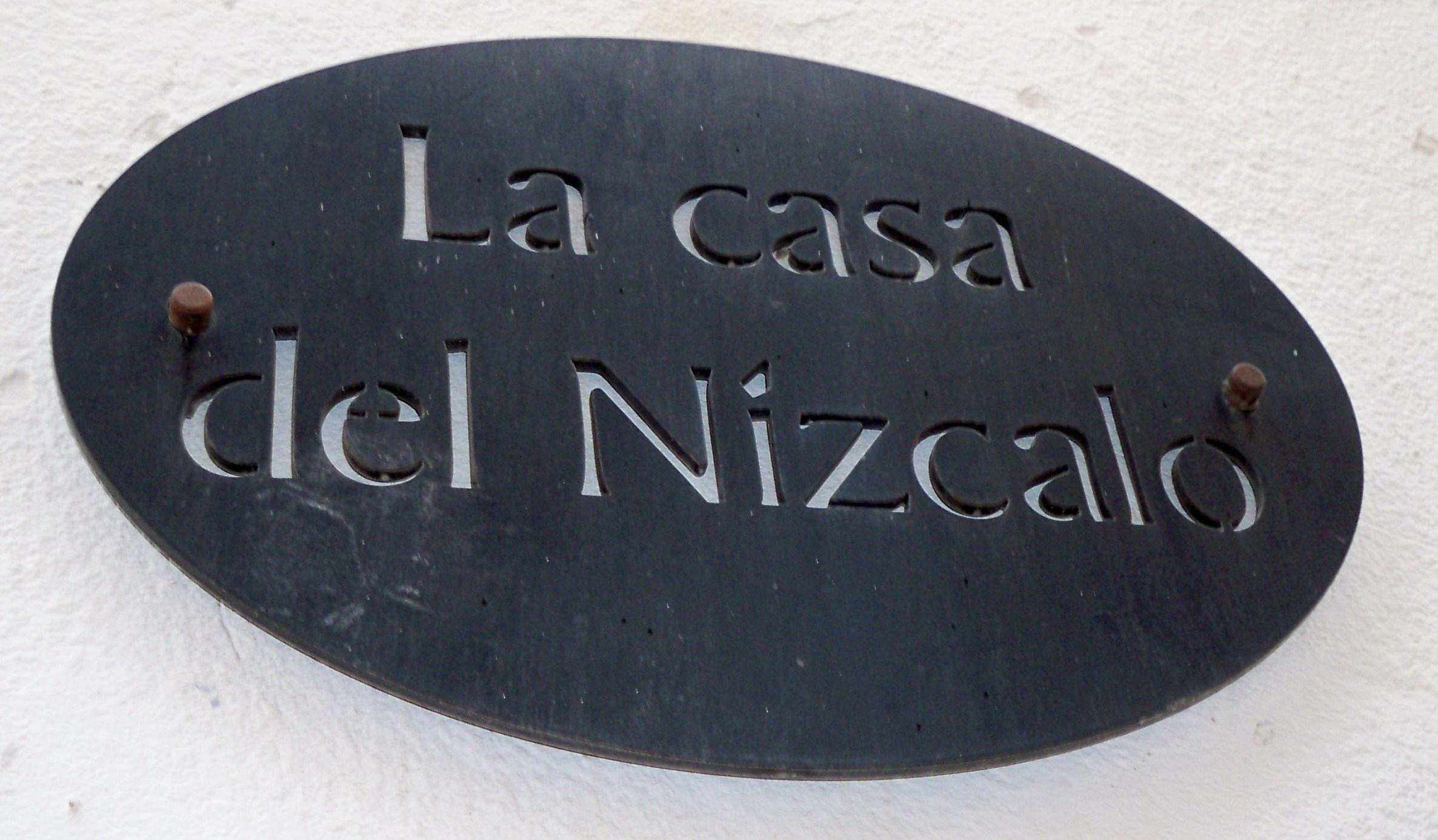
Nombre del Museo en la entrada del mismo

El Museo Micológico "Casa del Nizcalo" es un museo de temática micológica situado en la localidad de Molinicos (Albacete), España. Se encuentra en la Plaza Mayor de la localidad, en pleno centro de la misma.

## Historia
El edificio se construye al poco tiempo de emanciparse el municipio de Molinicos (mediados del siglo XIX) ante la carencia en la localidad de un inmueble capaz de albergar las oficinas del Ayuntamiento, por lo que se lleva a cabo la corta de pinos en la Dehesa de Torre - Pedro para cubrir los gastos de construcción del mismo.
El edificio ha sido remodelado en alguna ocasión, siendo la más importante la que experimentó el inmueble en 1959 con el cambio del anterior tejado por una imponente terraza, y la construcción de una torre-reloj, de forma cuadrada, en la que se situaron  cuatro esferas de reloj, situadas en los cuatro lados de la torre.
El sonido de las campanadas dejó de ser oído en la década de los 1980, y no ha sido hasta las últimas reformas, que datan de principios del siglo XXI, cuando en 2004 se cambió la anticuada maquinaria de los relojes por unos de maquinaria más moderna, y se habilitó el interior del mismo para albergar el Museo Micológico.
Desde sus inicios, el inmueble ha sido utilizado para los más diversos usos, desde Ayuntamiento hasta colegio, pasando por biblioteca, sala de exposiciones temporales, y actualmente museo. Aunque durante un tiempo el edificio estuvo prácticamente en desuso, hoy en día se ha convertido en un lugar dinámico y cultural, y en motor del casco antiguo de la localidad. La antigua Casa Consistorial de Molinicos ha sido y es testigo de la historia del municipio, siendo el edificio más representativo de la población, y llegando a ser, por ejemplo, emblema de la Asociación Cultural de Molinicos.

## El edificio
Se trata de un edificio se asienta sobre una base rectangular a la que se suman tres plantas, siendo las dos primeras internas, y la tercera una terraza, que en sus orígenes era parte del tejado, pero que con las reformas de 1959 en las que se erigió la torre-reloj, se convirtió en la misma.
Las plantas
La primera planta tiene entrada por la Plaza Mayor, y tiene dos vanos que son ocupados por ventanales, y en el vano central se encuentran dos puertas de entrada. El vano central está adornado por dos pilastras encajonadas que hacen las veces de pilares del balcón superior.
La segunda planta se organiza igual que la primera, con dos ventanales a ambos lados del vano central que es ocupado por un imponente balcón que se asienta sobre la primera planta. En este caso, todos los vanos de la planta se encuentran precedidos de una balaustradade de perfil simétrico con una forma bulbosa sobre otra invertida, separadas ambas partes con un anillo.
La tercera planta es una terraza, que como las otras plantas del edificio tiene base rectangular, y cuyo perímetro se encuentra rodeado por una balaustrada. Esta planta era originariamente el tejado del edificio, construido a dos aguas, pero a finales de la década de los años 1950, el Ayuntamiento decidió erigir en el centro de la planta una torre-reloj, que ha permanecido hasta nuestros días. Desde esa década la terraza ha sido testigo de las fiestas de la localidad, siendo lugar de reunión de espectadores e incluso bandas y charangas de música que se disponían a disfrutar de los encierros, no obstante, se encuentra situada en plena Plaza Mayor.
La torre del reloj
La torre del reloj tiene forma cúbica, asentada sobre tres arcos de medio punto, y una pared en la parte trasera. A la maquinaria del reloj se puede acceder a través de un vano abierto en la base del mismo.
La torre, en la parte central de cada una de sus cuatro caras tiene un vano en el que se han insertado las esferas de los relojes (que contienen el escudo del municipio. La cara principal de la torre tiene un friso en forma de semicírculo en el que una inscripción dice Casa Consistorial, y que rodea al escudo imperial español. Sobre la esfera del reloj aparece una inscripción con el año de construcción del mismo, 1959.
La parte superior de la torre se encuentra rodeada por una balaustrada, y en ella se sitúan el martillo y campana del reloj.

## Temática
El Museo, es el único en toda Castilla-La Mancha con esta temática. El edificio se organiza como centro de interpretación de las setas y los hongos, destacando su importancia para el hombre y el mantenimiento del ecosistema.
Desarrolla un breve recorrido por el mundo de los hongos, las setas y las trufas, y sus propiedades, diferenciando entre comestibles y tóxicas y de cualquier otro grupo de interés fúngico por sus aplicaciones en medicina, salud, aspectos forestales y agrícolas y en sus ecosistemas, para su conservación y mejora.
El Museo posee una exposición didáctica e interactiva permanente que permite al visitante conocer la riqueza de formas, colores y olores de los hongos. También dispone de una colección de fotografías relacionadas con la diversidad micológica de la sierra albaceteña, y un aula multifuncional debidamente equipada con microscopios, lupas, mobiliarios docente, ordenadores, o proyectores, que ayudan al estudio científico de este campo.
Pretende convertirse en referente en el ámbito de la etnomicología, la formación micológica y gestión medioambiental, y en la investigación de los recursos naturales de la zona.
El Museo es punto de encuentro sobre la micología de expertos de las universidades de Castilla - La Mancha y Murcia, y actualmente se encuentra dentro del programa "MICODES", que pretende demostrar que unos recursos naturales, no considerados en principio como factor de crecimiento económico, pueden serlo y contribuir al desarrollo rural al tiempo que asegura la sostenibilidad del recurso dada su creciente demanda, en este proyecto están inmersas otras zonas de España como la Sierra de Alcaraz y Campo de Montiel (Albacete), la Serranía de Cuenca, el Noroeste Murciano, el Altiplano de Granada, la comarca de Guadix (también en Granada) y Fuerteventura.

## Eventos
Entre otros eventos reseñables han de destacarse, la celebración de las "Jornadas Micológicas de Molinicos" durante el otoño, o la visita del "4th International Workshop on Edible Mycorrhizal Mushrooms". Además, el museo ha sido la sede de la reunión para la elaboración de la "Lista Roja de Hongos Amenazados de la comunidad autónoma de Castilla-La Mancha", y de varios seminarios.